# Elisabet Cesáreo
Elisabet Cesáreo (født 25. maj 1999 i Sant Juan Despi, Spanien) er en kvindelig spansk håndboldspiller som spiller for Costa da Sol Málaga og Spaniens kvindehåndboldlandshold.
Hun blev udtaget til landstræner José Ignacio Prades' trup ved VM i kvindehåndbold 2021 i Spanien, hvor det spanske hold blev nummer 4.